# Badiraguato
Badiraguato là một đô thị thuộc bang Sinaloa, México. Năm 2005, dân số của đô thị này là 32295 người.